# Всеобщие выборы в Панаме (2014)
Всеобщие выборы в Панаме прошли 4 мая 2014 года.

## Особенности и кандидаты
На всеобщих выборах был избран президент Панамы и 71 депутат Национальной ассамблеи Панамы. Она избирается всеобщим голосованием сроком на 5 лет, в зависимости от численности населения по одномандатным и многомандатным округам. Каждый район с более чем 40 тысячами жителей образует избирательный округ. Избирательные округа избирают одного депутата на каждые 30 тысяч жителей и дополнительного представителя от каждой фракции на 10 тысяч.
Кандидатами на пост президента являлись:
- Хосе Доминго Ариас — блок Демократическая перемена
- Хуан Карлос Наварро — Революционно-демократическая партия
- Хуан Карлос Варела — блок Панамистской и Народной (бывшей Христианско-демократической) партий
- Хуан Ховане де Пуй — независимый
- Хенаро Лопес Родригес — Широкий фронт за демократию
- Эстебан Родригес — независимый
- Герардо Барросо — независимый

Наблюдателем на выборах была Организация американских государств, подписавшая с правительством Панамы контракт о процедуре проверки всеобщих выборов.
5 апреля в г. Панаме открылся метрополитен — первый в Центральной Америке. Министр торговли и промышленности Панамы Роберто Энрикес заявил, что стоимость проезда не превысит одного доллара, а в первый месяц метро будет работать бесплатно. Это решение вызвало резкую критику оппозиции, считающей такую меру попыткой правящей партии расположить к себе избирателей.

## Голосование
Избирательные участки открылись 4 мая в 07:00 утра по местному времени. Для победы на выборах президента было необходимо получение простого большинства голосов избирателей. Правом голоса обладают 2,5 миллиона человек. Им предстояло избрать президента, 71 депутата в национальный и 20 в центральноамериканский парламенты, и мэров 77 городов. Явка составила 75,73 % избирателей. Голосование прошло в спокойной обстановке, серьёзных нарушений не было.

## Результаты
Уже вечером Избирательный трибунал Панамы обнародовал предварительные результаты выборов, а позже и итоговые. В результате голосования Хуан Карлос Варела получил 39,07 % голосов избирателей, кандидат от правящей Партии за демократические перемены Хосе Доминго Ариас — 31,40 %, Хуан Карлос Наварро от Демократической революционной партии — 28,16 %.
Варела пообещал продолжить курс на экономический рост, сформировать «более честное и прозрачное правительство», снизить инфляцию и сократить бедность. Хуан Карлос Варела будет президентом Панамы до 2019 года. Два других кандидата на пост президента уже признали его победу.
| Партии и блоки                                    | Голоса    | %     | Места в НА |
| ------------------------------------------------- | --------- | ----- | ---------- |
| Демократическая перемена                          | 573.603   | 33.70 | 30         |
| Революционно-демократическая партия               | 535.747   | 31.50 | 25         |
| Панамистская партия                               | 343.880   | 20.20 | 12         |
| Либеральное республиканское национальное движение | 121.815   | 7.20  | 2          |
| Народная партия                                   | 56.629    | 3.30  | 1          |
| Независимые кандидаты                             | 52.184    | 3.10  | 1          |
| Фронт демократии                                  | 17.224    | 1.00  | 0          |
| Всего                                             | 1,701,082 |       | 71         |